# Геншке Володимир Миколайович
Володимир Миколайович Ге́ншке (нар. 15 вересня 1925, Київ — пом. 9 грудня 1984, Київ) — український радянський художник декоративного скла; член Спілки радянських художників України з 1970 року.

## Біографія
Народився 15 вересня 1925 року в місті Києві (нині Україна). Здобув середню освіту. Брав участь у німецько-радянській війні.
Протягом 1948—1959 років працював на Київському скло-термосному заводі; у 1960—1984 роках — на Київському заводі художнього скла. Член КПРС з 1967 року.
Жив у Києві, в будику на вулиці Совській, № 82, квартира 1. Помер у Києві 9 грудня 1984 року.

## Творчість
Працював в галузі декоративного мистецтва (художнє скло). Серед робіт:
- прибор для молока «Курча» (1960);
- набори «Софія Київська» (1971) «Синій», «Блакитний», «Червоний» (1980), «Прозоро-чорне» (1984);
- блюда «Катерина», «Комсомол», «Життя»;
- вази «Україна», «Космос—Земля» (1964—1967), «Мушлі», «Пробудження» (1980), «Метаморфози» (1986);
- скульптура «Одарка і Карась» (1967).

Брав участь у республіканських виставках з 1960 року, всесоюзних з 1968 року, зарубіжних з 1950 року. Персональна виставка відбулася у Києві у 1985 році (посмертна). 
Окремі вироби майстра зберігаються у Національному музеї українського народного декоративного мистецтва.